# Rajd Elmot 1993
Rajd Elmot był 3. rundą Rajdowych Samochodowych Mistrzostw Polski 1993. Odbył się w dniach 14-15 maja, a jego bazą była Świdnica.
Warunki na tym rajdzie płatały różne figle kierowcom. Szansę na zwycięstwo miał Marek Gieruszczak, tym bardziej, że na jednym z odcinków Pawła Przybylskiego na starcie zaskoczyła ulewa (jak się później okazało, takie sytuacje często przytrafiały się warszawianinowi). Kierowca z Jeleniej Góry jednak urwał koło i nie dotarł do mety. Prowadzenie objął Piotr Kufrej, ale szybko jadący Przybylski w fabrycznej Toyocie nie dał szans kierowcy Nissana. Robert Herba startował tym razem mocniejszym samochodem niż na Rajdzie Krakowskim, ale nie obyło się bez problemów - na jednej z hop miał kłopoty z opanowaniem swojego Nissana po lądowaniu.
Przybylski wygrał trzeci rajd z rzędu, drugi był Piotr Kufrej (jednocześnie wygrywając walkę w grupie N), na trzecim miejscu metę osiągnął Robert Herba.

## Wyniki
| Miejsce | Kierowca            | Pilot                 | Samochód                     | Grupa-Klasa | Czas    | Strata |
| ------- | ------------------- | --------------------- | ---------------------------- | ----------- | ------- | ------ |
| 1.      | Paweł Przybylski    | Krzysztof Gęborys     | Toyota Celica GT4            | A-10        | 1:40:09 |        |
| 2.      | Piotr Kufrej        | Maciej Hołuj          | Nissan Sunny GTi-R           | N-5         | 1:41:38 | 1:29   |
| 3.      | Robert Herba        | Artur Skorupa         | Nissan Sunny GTi-R           | N-5         | 1:42:18 | 2:09   |
| 4.      | Romuald Chałas      | Zbigniew Atłowski     | Mazda 323 4WD                | A-10        | 1:44:05 | 3:56   |
| 5.      | Wiesław Stec        | Maciej Maciejewski    | Mitsubishi Galant VR-4 Evo 2 | N-5         | 1:45:13 | 5:04   |
| 6.      | Krzysztof Hołowczyc | Maciej Wisławski      | Toyota Celica GT4            | N-5         | 1:46:07 | 5:58   |
| 7.      | Bogdan Herink       | Barbara Stępkowska    | Renault Clio 16V             | A-9         | 1:46:39 | 6:30   |
| 8.      | Saulius Girdauskas  | Zilvinas Sakalauskas  | Łada 2108 Samara             | A-8         | 1:47:45 | 7:36   |
| 9.      | Zenon Sawicki       | Dariusz Dekuczyński   | Ford Sierra Cosworth 4x4     | N-5         | 1:47:57 | 7:48   |
| 10.     | Cezary Fuchs        | Mirosław Skrobotowicz | Ford Sierra Cosworth 4x4     | N-5         | 1:48:42 | 8:33   |